# Václav Perknovský
Václav Perknovský, (15. října 1812, Krchleby – 14. ledna 1871, Ledeč nad Sázavou), byl kupec, starosta a první ledečský poštmistr.

## Život
Václav byl synem Antonína Perknovského kováře z Krchleb u Kutné hory (N.29) a matky Josefy rodem Schutzer z Krchleb. Někdy okolo roku 1840 se jako kupec usadil v Ledči, kde si koupil dům č.12 stojícím na jižní straně Husova náměstí. (dnešní pojišťovna) V tomto domě provozoval obchod a při tom vedl sběrnu dopisů. První poštovní úřad v Ledči nad Sázavou vznikl 1. června 1852 a jeho vedením byl pověřen Václav, který se tak stal prvním c.k. poštmistrem ve městě. Každý den tak musel zajíždět pro poštu do Zbraslavic a zpět. Poštmistrem byl 17 let do roku 1869, kdy tento úřad předal svému synovi Vilémovi. Václav byl na 7 let zvolen starostou města a to od roku 1860 do roku 1867.

## Rodina
Václav byl ženatý. Vzal si 17. května roku 1841 za ženu 22 letou Terezii, dceru měšťana a sladovnického mistra Václava Černého z Ledče (N.73) a Nothburgy rodem Šloser z Hořepníka (N.52) táborský kraj. Měli spolu 8 dětí.
- syn Vilém Perknovský (1842 – 1928) – poštmistr, starosta
- syn Gustav Perknovský (1845 – 1915) – poslední Želivský sládek[5]
- syn Jan Perknovský (1846 – ?)
- syn Bohumil Perknovský (1847 – 1848) – zemřel na Psotník
- dcera Hermína Perknovská (1849 – 1853)
- dcera Leontína Perknovská (1851 – 1851) – zemřela na Hydrocephalus
- dcera Gabriella Karolina Perknovská (1852 – ?)
- syn Bedřich Perknovský (1854 – ?) – sládek

Václav se podruhé oženil s Barborou dcerou mlynáře Vincence Banáta z Ratboře okres Kolín a Petronily rozené Novákové z Labské Tejnice. Měli spolu 3 děti.
- syn Karel Perknovský (1859 – ?)
- dcera Hermína Barbora Perknovská (1861 – ?)
- dcera Arnoštka Perknovská (1865 – 1865)